# Malick Seck
Malick Seck (ur. 7 kwietnia 1964, zm. w 2020) – senegalski judoka. Olimpijczyk z Barcelony 1992, gdzie zajął trzynaste miejsce, w wadze lekkiej.
Uczestnik mistrzostw świata w 1987 i Pucharu Świata w 1991 roku.

## Letnie Igrzyska Olimpijskie 1992
| Konkurencja | Eliminacje         | Repasaże             | Repasaże              | Klas. końcowa |
| Konkurencja | Przeciwnik 1       | Przeciwnik 1         | Przeciwnik 2          | Miejsce       |
| ----------- | ------------------ | -------------------- | --------------------- | ------------- |
| 71 kg       | Chung Hoon (KOR) P | Steve Corkin (NZL) Z | Massimo Sulli (ITA) P | 13.           |